# Parasteatoda polygramma
Parasteatoda polygramma là một loài nhện trong họ Theridiidae.
Loài này thuộc chi Parasteatoda. Parasteatoda polygramma được Wladislaus Kulczynski miêu tả năm 1911.